# Тевкър
Тевкър (гръцки Tευκρος) в древногръцката митология е:
- Син на речния бог Скамандър и нимфата Идея. Счита се за първия цар на Троя. Земята, която после се нарича Дардания (а след това и Троя), се наричала Тевкрия на негово име. Дъщеря му Батия се омъжва за Дардан и след смъртта на Тевкър, царството започва да се казва Дардания. По-късно троянците наричат себе си тевкри.
- Син на Теламон и дъщерята на троянския цар Лаомедонт Хесиона. Брат на Аякс Теламонид. Най-добрият стрелец с лък от ахейците в Троянската война. При състезанието, по повод погребението на Ахил и битката за доспехите на Ахил, Тевкър потвърждава репутацията си на добър стрелец, но не успява да спаси брат си от самоубийство. Тевкър е един от войните, които влизат с дървения кон в Троя. След края на войната, той се връща в родината си (о-в Саламин), но баща му го обвинява, че не е спасил брат си и не е отмъстил за смъртта му и го изгонва. Тевкър отива на остров Кипър, където основава град Саламин. Тъй като Хесиона е дъщеря на Лаомедонт, който е дядо на Хектор и баща на Приам, а от друга страна Тевкър е син на Теламон и Хесиона, то Лаомедонт е дядо и на Тевкър и на Хектор, който се бият на две различни страни в Троянската война.